# Francis N'Ganga
Francis N’Ganga (Poitiers, 16 juni 1985) is een Frans-Congolees voetballer, die als verdediger onder contract staat bij Ermis Aradippou. Hij maakte zijn debuut voor het Congolees voetbalelftal op 7 september 2008 tegen Mali en maakt sindsdien regelmatig deel uit van het nationale voetbalelftal.

## Statistieken
| Seizoen | Club               | Land      | Competitie    | Wedst | Goals |
| ------- | ------------------ | --------- | ------------- | ----- | ----- |
| 2004/05 | Grenoble Foot 38   | Frankrijk | Ligue 2       | 2     | 0     |
| 2005/06 | Grenoble Foot 38   | Frankrijk | Ligue 2       | 32    | 1     |
| 2006/07 | Grenoble Foot 38   | Frankrijk | Ligue 2       | 33    | 0     |
| 2007/08 | Grenoble Foot 38   | Frankrijk | Ligue 2       | 30    | 2     |
| 2008/09 | Grenoble Foot 38   | Frankrijk | Ligue 2       | 9     | 0     |
| 2009/10 | Tours FC           | Frankrijk | Ligue 2       | 31    | 0     |
| 2010/11 | Tours FC           | Frankrijk | Ligue 2       | 24    | 0     |
| 2011/12 | Tours FC           | Frankrijk | Ligue 2       | 22    | 0     |
| 2012/13 | Sporting Charleroi | België    | Eerste Klasse | 37    | 0     |
| 2013/14 | Sporting Charleroi | België    | Eerste Klasse | 12    | 0     |
| 2014/15 | Sporting Charleroi | België    | Eerste Klasse | 26    | 0     |
| 2015/16 | Sporting Charleroi | België    | Eerste Klasse | 38    | 0     |
| 2016/17 | Sporting Charleroi | België    | Eerste Klasse | 36    | 1     |
| 2017/18 | Sporting Charleroi | België    | Eerste Klasse | 26    | 1     |
| 2019/20 | Sporting Lokeren   | België    | Tweede Klasse | 0     | 0     |
| Totaal  | Totaal             | Totaal    | Totaal        | 219   | 5     |